# Datsun Cablight
Der Datsun Cablight war ein Kleintransporter den Datsun zwischen 1958 und 1968 produzierte. Er war Nissans Basismodell bei den Nutzfahrzeugen oberhalb der Pickups Datsun Truck. Während die übrigen Nutzfahrzeuge von Nissan/Datsun immer größer wurden, entschied man sich, im Segment der kleinen Lkw/Nutzfahrzeuge einzusteigen. Dieses wurde damals bedient durch Modelle von Suzuki, dem später von Nissan übernommenen Hersteller Cony und HopeStar. Nissan war der Meinung ebenfalls ein gutes Modell im bislang unbesetzten Bereich anbieten zu können und der Erfolg des im Inland und im Export beliebten Cablight trug dem Rechnung. 1968 wurde der Cablight dann durch den größeren Datsun Cabstar ersetzt.

## Datsun Cablight A20 / A120 / A121 / A122 (1958–1964)
Der Cablight war ein äußerst kostengünstiges zu bauendes Fahrzeug. Mit der Ausnahme der Motorhaube und des Dachs waren alle Karosserieteile nur flach oder hatten nur eine Kurve. Die vordere Stoßstange bestand aus nichts weiter als einem Stück Metall mit zwei inneren Krümmungen und der Kühlergrill war ein plumbes Stück Stahlblech. Herausstechend waren die vorne zu öffnenden sogenannten Selbstmördertüren. Das minimalistische Design setzte sich auch im Innenbereich mit einem flachen Blech als Armaturenbrett mit einem Tacho und ein paar Schalter fort. Weder ein Bodenbelag war vorhanden, noch gab es eine Heizung und auch keinerlei Lärmisolierung oder Verkleidung. Als Erkennungszeichen war auf der Motorhaube der Schriftzug Cablight aufgetragen und an den Türen Datsun. Auch die Mechanik war einfach gehalten mit dem Datsun B-1 Motor, der ein modifizierter D-10 Motor aus den Vorkriegsjahren war. Der Vierzylinder-Benzinmotor hatte 860 cm³ und leistete 27 PS. Mittels 4-Gang Schaltgetriebe, wobei der 1 unsynchronisiert war, erreichte er eine Höchstgeschwindigkeit von 75 km/h.
Nachdem die Produktion im August 1958 des Pritschenwagen A20 begonnen hatte, der auch mit Planverdeck oder einer mit Stahl überdachten Ladefläche als Kastenwagen erhältlich war, folgte im Herbst 1958 eine Doppelkabine des Pickup mit 2+2 oder 2+3 Sitzplätzen und Ladefläche, sowie der Delivery Van. Der Delivery Van VA20 war eine verglaste Ausgabe des Kastenwagen, der als 2-Sitzer mit vollem Laderaum oder als 2+2 (bzw.2+3) Sitzplätzen plus Laderaum als Kombi erhältlich war.
1961 folgte der überarbeitete Cablight A120. Man versuchte dem Modell mehr Stil zu geben und so wurden die Bleche etwas runder gestaltet.
Im Inneren gab es nun auch ein Handschuhfach und eine Sitzbank statt der bisherigen spartanischen Einzel-Schalensitze.
Weiterhin aber waren die Selbstmörder Türen verbaut. Als Erkennungszeichen neben dem Schriftzug Cablight auf der Motorhaube gab es nun ein großes D mit dem Schriftzug Datsun in der Mitte des Kühlergrill. An der Technik hatte sich ebenso wenig geändert wie an der Modellvielfalt.
1963 erschien der Cablight A121 mit verändertem Kühlergrill und ansonsten ohne Änderungen.
Ab Januar 1964 gab es dann denn Cablight A122. Dieser hatte den D-Motor genannten 4-Zylinder-Benzinmotor mit 1046 cm³, der 40 PS Leistung bot.
Offenbar wollte man hier die Bereitschaft der Kunden testen, für einen Aufpreis mehr Leistung zu erhalten, denn die Produktion endete bereits Ende Februar 1964.

## Datsun Cablight A220 / A221 (1964–1968)
Im März 1964 wurde der komplett erneuerte Cablight A220 im Markt eingeführt. Diese Generation hatte nun Stil und bot sein eigenes Flair als kleiner rundlicher Lkw. Die Selbstmördertüren waren ebenso verschwunden wie der Minimalismus der Vorgänger. Der obere Teil des Armaturenbretts war nun gepolstert und es gab nun ein Kombi-Instrument aus dem alten Datsun 220 mit Geschwindigkeitsmesser, Temperaturanzeige und Tankanzeige.
Wiederum trug das Modell oberhalb des Kühlergrill auf der Motorhaube den Schriftzug Cablight und nun an den vorderen Kotflügeln ein Emblem das Auskunft über die Kapazitäten gab. Der Name Datsun bzw. das Emblem war auf dem Fahrzeug nirgendwo zu finden außer in der Mitte des Lenkrads.
Neben dem bereits im Cablight 122 eingesetzten 1,0L D-Motor gab es nun auch den größeren D11-Motor. Dieser Vierzylinder-Benzinmotor hatte 1138 cm³ Hubraum und leistete 53 PS.
Der Pickup A220, der nur noch als Einzelkabine erhältlich war, gab es nun auch mit einem klappbaren Seiten und Heck Stahlaufbau als A220 H. Als Delivery Van VA220 wurde er nun entweder als seitlich verblechter oder verglaster Kastenwagen angeboten, neben einer 5-Sitzer Kombivariante.
Darüber hinaus gab es nun einen 3+3+3 9-Sitzer Kleinbus KA220.
1966 erfolgte eine kleinere Überarbeitung mit neuem Kühlergrill, wodurch die Modellreihe zum 221 wurde.
Bis September 1968 wurde die Baureihe produziert und dann im Oktober 1968 durch den neuen Datsun Cabstar ersetzt.